# Ligne d'Auxerre à Vitry-le-François
L'itinéraire Auxerre - Vitry-le-François, par ou près Saint-Florentin, Troyes et Brienne est l'itinéraire de la liaison ferroviaire inscrite sous le numéro 26 dans le plan Freycinet.
N'ayant jamais connu d'existence en tant que tel, cet itinéraire fut néanmoins achevé en 1926 par l'ouverture de la dernière section entre Monéteau-Gurgy et Saint-Florentin-Vergigny.
Il comprenait les sections suivantes :
- D'Auxerre à Monéteau - Gurgy, ouverte en 1853 par la compagnie de Paris à Lyon,
- De Monéteau - Gurgy à Saint-Florentin - Vergigny, ouverte en 1926 par le PLM,
- De Saint-Florentin - Vergigny à Troyes, ouverte en 1891 par l'Est,
- De Troyes à Brienne-le-Château, ouverte en 1886 par l'Est,
- De Brienne-le-Château à Vallentigny-Maizières, ouverte en 1884 par l'Est,
- De Vallentigny-Maizières à Vitry-le-François, ouverte le 1er juin 1885 par la Compagnie des chemins de fer de l'Est.